# Eugenia glabra
Eugenia glabra är en myrtenväxtart som beskrevs av Arthur Hugh Garfit Alston. Eugenia glabra ingår i släktet Eugenia och familjen myrtenväxter. IUCN kategoriserar arten globalt som starkt hotad.
Artens utbredningsområde är Sri Lanka. Inga underarter finns listade i Catalogue of Life.